# Бурый усач
Усач бурый (лат. Alosterna tabacicolor) — жук из семейства усачей и подсемейства Усачики.

## Описание
Жук длиной от 6 до 10 мм. Время лёта жука с апреля по июль.

## Распространение
Встречается в Европе, России, на Кавказе и в Закавказье, севере Казахстана, Иране и Ближнем Востоке.

## Экология и местообитания
Жизненный цикл продолжается два года. Личинка развивается в почти разложившейся древесине и лиственных и хвойных деревьев.

## Подвиды
- Alosterna tabacicolor bivittis Motschulsky, 1860
- Alosterna tabacicolor erythropus Gebler, 1841
- Alosterna tabacicolor tabacicolor (DeGeer, 1775)
- Alosterna tabacicolor tokatensis Pic, 1901